# Красная Новь (Орловская область)
Красная Новь — поселок в Сосковском районе Орловской области России.
Входит в состав Кировского сельского поселения.

## География
Расположен юго-восточнее села Степь и северо-западнее посёлка Чистое Поле на правом берегу реки Крома, впадающей южнее Красной Нови в реку Кримега.

## Население
| 2010 |
| ---- |
| 1    |